# Smack My Bitch Up
Smack My Bitch Up is een nummer van de Britse band The Prodigy, op 17 november 1997 op single uitgebracht als de twaalfde single van de band. Het was de derde, als laatste uitgebrachte single van het album The Fat of the Land.

## Achtergrond
De tekst Change my pitch up / Smack my bitch up wordt door het hele nummer heen telkens herhaald. De band kreeg kritiek op de tekst maar verdedigde het nummer door te zeggen dat de teksten verkeerd geïnterpreteerd werden en dat ze eigenlijk gaan over "iets intens doen". De teksten zijn gesampled van het nummer Give the Drummer Some van de Ultramagnetic MC's. De originele tekst, ingezongen door Kool Keith, is: Switch up change my pitch up / Smack my bitch up like a pimp. Kool Keith was al eerder gesampled door The Prodigy in het nummer Out of Space. De vrouwelijke stem in Smack My Bitch Up was van Shahin Badar. Het nummer bevat ook een sample van Funky Man van Kool & the Gang, In Memory Of van Randy Weston, Bulls on Parade van Rage Against the Machine en House of Rising Funk van Afrique.
Er zijn drie officiële remixen van het nummer gemaakt, één door Jonny L, één door DJ Hype en één door Slacker. Maar deze konden niet allemaal op single uitgebracht worden. Uiteindelijk koos Liam Howlett de DJ Hype-remix. De Jonny L-remix werd uitgebracht op een gratis cd die in 1998 samen met het januarinummer van het voormalige Britse muziektijdschrift Muzik werd verspreid, terwijl de Slacker-remix nooit officieel uitgebracht is.
Van Smack My Bitch Up werden in 1997 in thuisland het Verenigd Koninkrijk 100.000 exemplaren verkocht.

## NPO Radio 2 Top 2000
| Nummer met noteringen in de NPO Radio 2 Top 2000 | '15 | '16  | '17  | '18 | '19 | '20 | '21 | '22 | '23 | '24 |
| ------------------------------------------------ | --- | ---- | ---- | --- | --- | --- | --- | --- | --- | --- |
| Smack My Bitch Up                                | 870 | 1013 | 1054 | 856 | 757 | 917 | 831 | 859 | 746 | 993 |

1. ↑  Een vetgedrukt getal geeft de hoogste notering aan.
2. ↑  2015 was het eerste jaar met een notering voor dit nummer.